# Pyrgilauda
Pyrgilauda es un género de aves paseriformes perteneciente a la familia Passeridae. El género se compone de cuatro especies de pájaros pequeños que viven en las montañas de Asia, desde Afganistán hasta Mongolia.

## Taxonomía
La taxonomía del género Pyrgilauda ha sido muy confusa. Primero fue establecido por Charles Lucien Jules Laurent Bonaparte como sinónimmo  de Pyrrhulauda, y atribuido a los hermanos Edouard y Jules Verreaux. Pero Pyrrhulauda (establecido por Andrew Smith antes que Bonaparte) después se usó para algunas especies que ahora forman todas parte de Eremopterix. Jules Verreaux parece haber sido el primero en usar Pyrgilauda para clasificar algunas especies de Montifringilla. Pero fue en 1871, cuando lo usó para describir al gorrión de David (Pyrgilauda davidiana). Fue ampliamente usado para las especies australes a fines del siglo XIX y comienzos del XX.
De acuerdo con el Artículo 11.6.1. and 50.7. en la tercera y cuarta ediciones del Código Internacional de Nomenclatura Zoológica, el género Pyrgilauda fue entonces así establecido por Bonaparte como un posible nombre para el género Montifrigilla, porque autores posteriores a J. Verreaux lo usaron para estas aves y no para Eremopterix. Bonaparte usó correctamente Montifrigilla para el gorrión alpino, la única especie conocida del género en ese entonces. Sin embargo, como Pyrgilauda dejó de usarse, se convirtió en un nombre vacante para que alguien más colocara allí otro taxón. Esto fue realizado por J. Verreaux, y así muchos le atribuyen erróneamente la autoría del género, a pesar del código IZCN Artículo 69.3. El fijó su especie tipo como el gorrión alpino. Otro error ocurrió en 1982, cuando G. N. Kasin creyó que Pyrgilauda había sido establecido dos veces, y pensó que el nombre del género, que creyó establecido por Verreaux en 1870, era homónimo del sinónimo de Eremopterix, establecido por Bonaparte. El creó Stepaniania para reemplazarlo. Pero siendo el nombre establecido por Bonaparte (y adoptado por Verreaux y autores posteriores) un sinónimo subjetivo válido y no un taxón ocupado anteriormente, Stepaniania se convirtió en un sinónimo objetivo de Pyrgilauda.
Finalmente se retomó el género Pyrgilauda al escindirse el género Montifrigilla en dos.

### Especies
El género contiene cuatro especies:
- Pyrgilauda davidiana - gorrión de David;
- Pyrgilauda ruficollis - gorrión cuellirrufo;
- Pyrgilauda blanfordi - gorrión de Blanford;
- Pyrgilauda theresae - gorrión afgano.